# FA Premier League 1995/1996
FA Premier League 1995/1996 vanns av Manchester United.

## Ledningsförändringar
Arsenal utsåg Bruce Rioch som manager, som tidigare hade varit manager för uppflyttade Bolton Wanderers.
Bolton Wanderers blev gemensamt tränat av Roy McFarland och Colin Todd till jul, då blev McFarland avskedad.
Chelsea manager Glenn Hoddle lämnade vid slutet av säsongen för att överta England.
Manchester City utsåg Alan Ball som manager.
Sheffield Wednesday bytte ut Trevor Francis mot Luton Towns David Pleat.
Southampton utsåg Dave Merrington som manager inför säsongen, men han blev sparkad och utbytt med Graeme Souness efter säsongen.

## Personal och ställ
(Per den 5 maj 1996)
| Lag                 | Manager          | Lagkapten       | Ställtillverkare | Tröjsponsor         |
| ------------------- | ---------------- | --------------- | ---------------- | ------------------- |
| Arsenal             | Bruce Rioch      | Tony Adams      | Nike             | JVC                 |
| Aston Villa         | Brian Little     | Andy Townsend   | Reebok           | AST                 |
| Blackburn Rovers    | Ray Harford      | Tim Sherwood    | Asics            | CIS                 |
| Bolton Wanderers    | Colin Todd       | Alan Stubbs     | Reebok           | Reebok              |
| Chelsea             | Glenn Hoddle     | Dennis Wise     | Umbro            | Coors               |
| Coventry City       | Ron Atkinson     | Brian Borrows   | Pony             | Peugeot             |
| Everton             | Joe Royle        | Dave Watson     | Umbro            | Danka               |
| Leeds United        | Howard Wilkinson | Gary McAllister | Asics            | Thistle Hotels      |
| Liverpool           | Roy Evans        | Ian Rush        | Adidas           | Carlsberg           |
| Manchester City     | Alan Ball        | Keith Curle     | Umbro            | Brother             |
| Manchester United   | Alex Ferguson    | Steve Bruce     | Umbro            | Sharp               |
| Middlesbrough       | Bryan Robson     | Nigel Pearson   | Erreà            | Cellnet             |
| Newcastle United    | Kevin Keegan     | Peter Beardsley | Adidas           | Newcastle Brown Ale |
| Nottingham Forest   | Frank Clark      | Stuart Pearce   | Umbro            | Labatt              |
| Queens Park Rangers | Ray Wilkins      | David Bardsley  | View From        | Compaq              |
| Sheffield Wednesday | David Pleat      | Peter Atherton  | Puma             | Sanderson           |
| Southampton         | Dave Merrington  | Matt Le Tissier | Pony             | Sanderson           |
| Tottenham Hotspur   | Gerry Francis    | Gary Mabbutt    | Pony             | Hewlett-Packard     |
| West Ham United     | Harry Redknapp   | Steve Potts     | Pony             | Dagenham Motors     |
| Wimbledon           | Joe Kinnear      | Vinnie Jones    | Core             | Elonex              |

## Tabell
| Nr | Lag                   | S  | V  | O  | F  | GM | IM | MS  | P  |
| -- | --------------------- | -- | -- | -- | -- | -- | -- | --- | -- |
| 1  | Manchester United     | 38 | 25 | 7  | 6  | 73 | 35 | +38 | 82 |
| 2  | Newcastle United      | 38 | 24 | 6  | 8  | 66 | 37 | +29 | 78 |
| 3  | Liverpool             | 38 | 20 | 11 | 7  | 70 | 34 | +36 | 71 |
| 4  | Aston Villa           | 38 | 18 | 9  | 11 | 52 | 35 | +17 | 63 |
| 5  | Arsenal               | 38 | 17 | 12 | 9  | 49 | 32 | +17 | 63 |
| 6  | Everton               | 38 | 17 | 10 | 11 | 64 | 44 | +20 | 61 |
| 7  | Blackburn Rovers (RM) | 38 | 18 | 7  | 13 | 61 | 47 | +14 | 61 |
| 8  | Tottenham Hotspur     | 38 | 16 | 13 | 9  | 50 | 38 | +12 | 61 |
| 9  | Nottingham Forest     | 38 | 15 | 13 | 10 | 50 | 54 | −4  | 58 |
| 10 | West Ham United       | 38 | 14 | 9  | 15 | 43 | 52 | −9  | 51 |
| 11 | Chelsea               | 38 | 12 | 14 | 12 | 46 | 44 | +2  | 50 |
| 12 | Middlesbrough (U)     | 38 | 11 | 10 | 17 | 35 | 50 | −15 | 43 |
| 13 | Leeds United          | 38 | 12 | 7  | 19 | 40 | 57 | −17 | 43 |
| 14 | Wimbledon             | 38 | 10 | 11 | 17 | 55 | 70 | −15 | 41 |
| 15 | Sheffield Wednesday   | 38 | 10 | 10 | 18 | 48 | 61 | −13 | 40 |
| 16 | Coventry City         | 38 | 8  | 14 | 16 | 42 | 60 | −18 | 38 |
| 17 | Southampton           | 38 | 9  | 11 | 18 | 34 | 52 | −18 | 38 |
| 18 | Manchester City       | 38 | 9  | 11 | 18 | 33 | 58 | −25 | 38 |
| 19 | Queens Park Rangers   | 38 | 9  | 6  | 23 | 38 | 57 | −19 | 33 |
| 20 | Bolton Wanderers (U)  | 38 | 8  | 5  | 25 | 39 | 71 | −32 | 29 |

## Säsongsstatistik
| Rank | Målskytt           | Klubb             | Mål |
| ---- | ------------------ | ----------------- | --- |
| 1    | Alan Shearer       | Blackburn Rovers  | 31  |
| 2    | Robbie Fowler      | Liverpool         | 28  |
| 3    | Les Ferdinand      | Newcastle United  | 25  |
| 4    | Dwight Yorke       | Aston Villa       | 17  |
| 5    | Andrei Kanchelskis | Everton           | 16  |
| 5    | Teddy Sheringham   | Tottenham Hotspur | 16  |
| 7    | Chris Armstrong    | Tottenham Hotspur | 15  |
| 7    | Ian Wright         | Arsenal           | 15  |
| 9    | Eric Cantona       | Manchester United | 14  |
| 9    | Stan Collymore     | Liverpool         | 14  |
| 9    | Dion Dublin        | Coventry City     | 14  |

| Rank | Spelare         | Klubb     | Assist |
| ---- | --------------- | --------- | ------ |
| 1    | Steve McManaman | Liverpool | 15     |

## Anmärkningslista
1. ↑  Liverpool kvalificerade sig för cupvinnarcupen som FA-cup finalister, eftersom vinnarna Manchester United redan var kvalificerade för Champions League, och Arsenal fick UEFA-cup platsen istället